# Емілі Дікінсон
Е́мілі Елі́забет Ді́кінсон (англ. Emily Elizabeth Dickinson; 10 грудня 1830 Емгерст, Массачусетс, США — 15 травня 1886) — американська поетеса, письменниця, гербаристка. Майстриня екзистенційної та лесбійської лірики, яка жила в усамітненні і з близько 1800 своїх творів опублікувала за життя не більше 10, нині одна з найважливіших фігур американської та світової поезії. Вперше посмертно видана в 1890 році з жорсткою цензурою її сексуальності та новаторських поетичних засобів, Дікінсон є найчитанішою в світі та в США американською поетесою всіх часів. Відзначена в Національній залі слави жінок та на Поверсі спадщини Джуді Чикаго.

## Життєпис

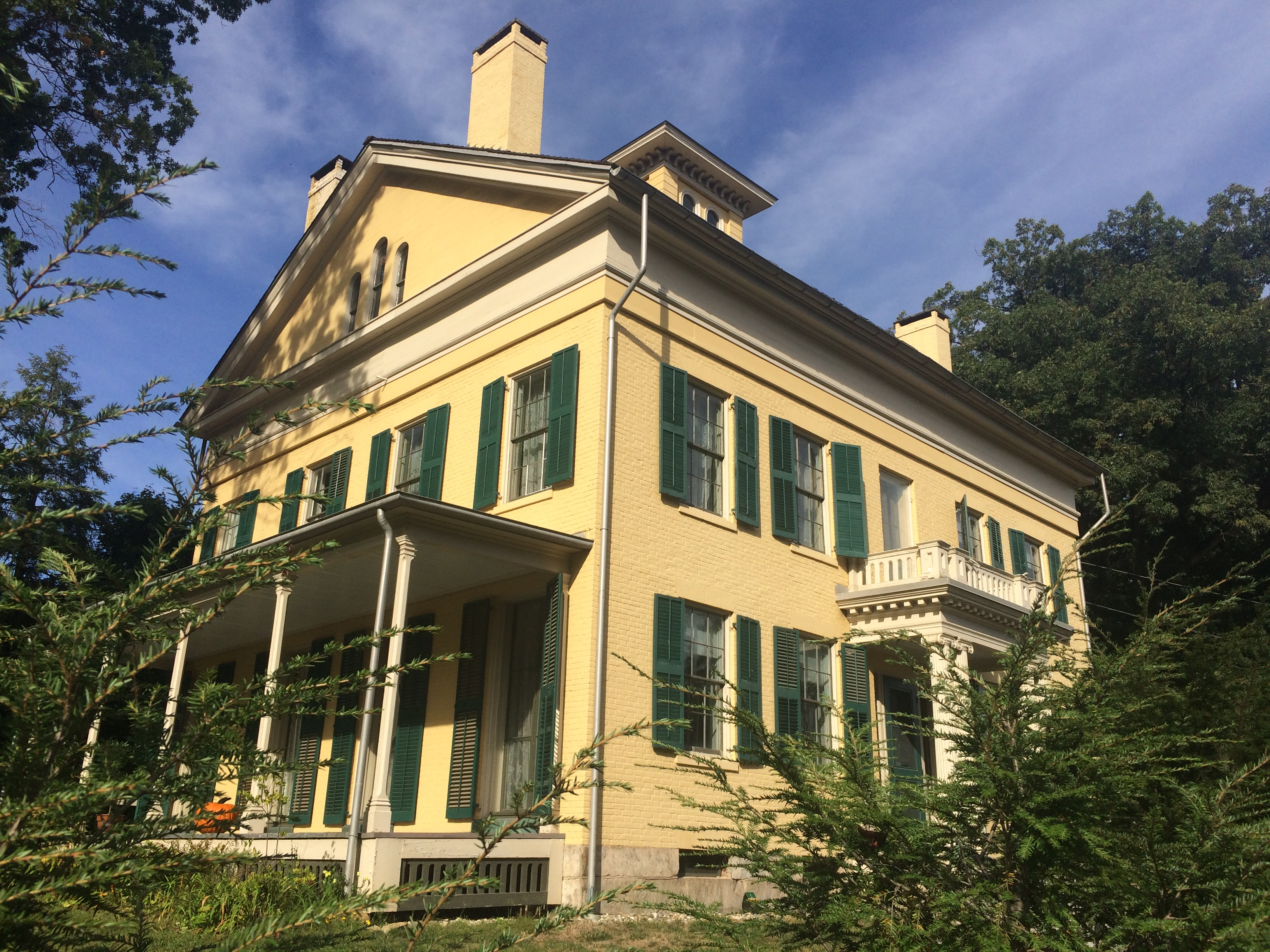
Будинок Емілі Дікінсон (нині меморіальний музей її імені)

Народилася 10 грудня 1830 року в Новій Англії в пуританській родині, що жила в Массачусетсі з XVII століття. Батько, Едвард Дікінсон, був юристом та політиком, довгий час входив до палати представників та сенату штату, був конгресменом США, більшість часу проводив на роботі. Мати — Емілі Дікінсон, до шлюбу Норкросс, мала депресію та пристрасно займалася садом (як пізніше й сама Емілі). Емілі була середньою з трьох дітей: брат Вільям Остін (Ості) був на рік старший, а сестра Лавінія — на три роки молодша. У будинку в Емгерсті, де народилася поетка, зараз знаходиться її меморіальний музей.

### Освіта
Емілі відвідувала початкову школу на Плезент-Стріт у Емгерсті. 1840 року почала одночасно з сестрою навчання в Академії Емгерста, яка лише за 2 роки до цього почала приймати дівчаток. В академії провела 7 років, пропустивши кілька семестрів через хвороби. Вивчала англійську, латину, літературу, історію, ботаніку, геологію, психологію та арифметику.

У квітні 1844 року двоюрідна сестра Емілі, Софія Голланд, з якою вона була у близьких стосунках, померла від тифу. Смерть Софії мала на Емілі серйозний вплив, вона постійно перебувала в глибоко меланхолійному настрої, тож батьки відіслали її до Бостона для зміни обстановки.

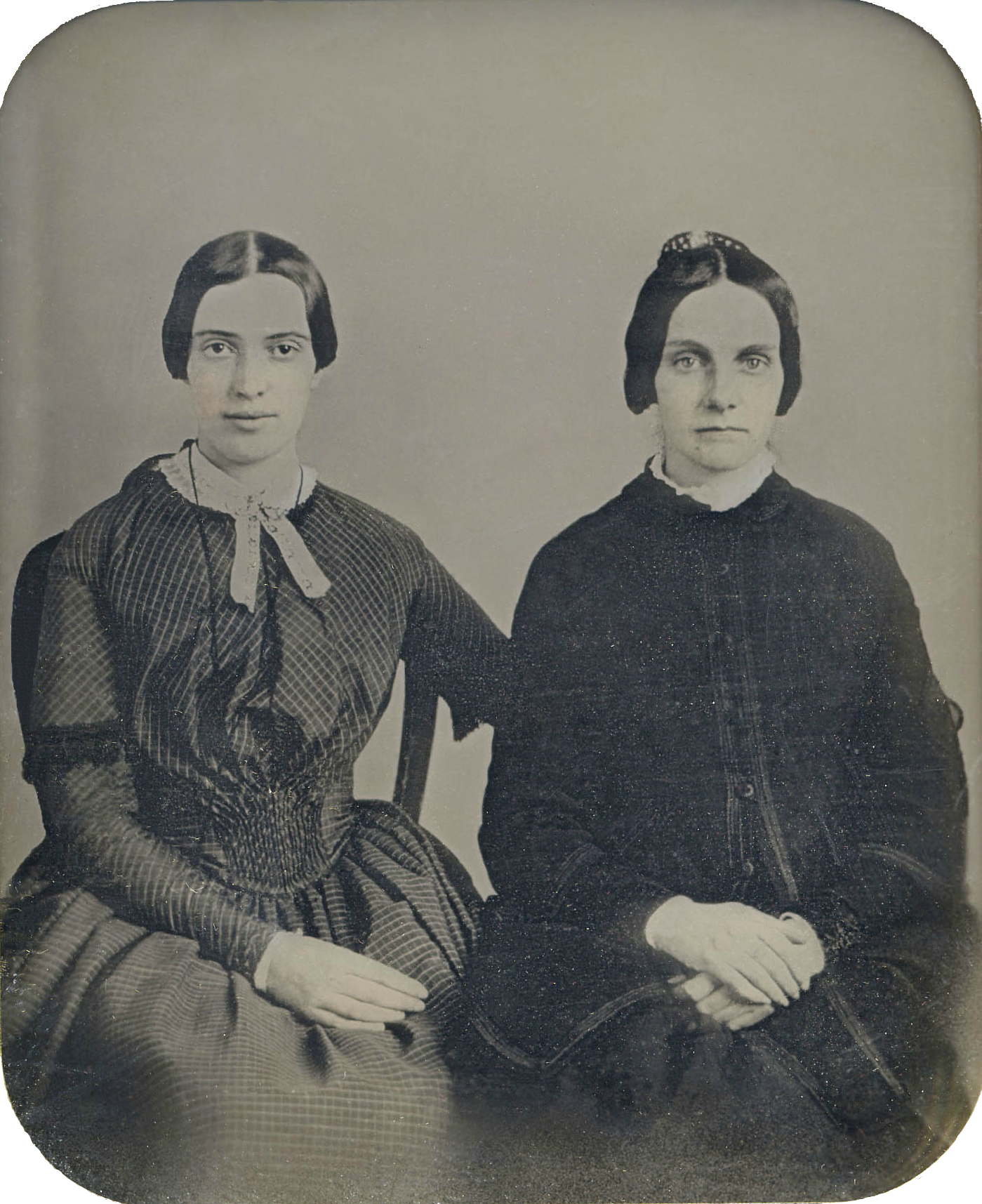
Імовірно, на цій дагеротипії відображені Емілі Дікінсон та її подруга (біля 1859)

Відновивши здоров'я та настрій, вона повернулася до Академії Емгерста, щоб продовжити навчання. В цей період Дікінсон зустріла людей, дружбу з якими продовжувала (зокрема, листуванням) протягом життя. Серед них були Абая Рут (Abiah Root), Еббі Вуд (Abby Wood), Джейн Гампфрі (Jane Humphrey) та Сюзан Ґілберт (стосунки з котрою надихали її творчість).
Закінчила академію влітку 1847, потім з 10 серпня по 25 березня 1848 року навчалася в жіночій семінарії Маунт-Голіоук, за 16 км від Емгерста. Причини відходу з семінарії невідомі. Повернулася в родину батьків в Емгерст, де прожила решту життя, рідко віддаляючись від будинку більш ніж на п'ять миль.
Пізніше Дікінсон деякий час виявляла інтерес до релігії та регулярно відвідувала церкву, але 1852 року покинула церкву без формальної заяви щодо свого ставлення до віри.
Незважаючи на суворі пуританські правила в родині, Дікінсон була знайома з сучасною літературою. Так, друг родини Бенджамін Франклін Ньютон познайомив її з поезією, зокрема, з творчістю Вордсворта та Емерсона.
Навесні 1855 року разом з матір'ю та сестрою Дікінсон здійснила одну з найдальших своїх подорожей до Вашингтона, де провела три тижні з батьком, який представляв Массачусетс у Конгресі, а потім два тижні в Філадельфії. Там поетеса познайомилася зі священиком Чарльзом Водсвортом, що став одним з її найближчих друзів, і, попри те, що пізніше вони бачилися лише двічі, аж до своєї смерті в 1882 році мав на неї серйозний вплив.
Сусіди вважали Дікінсон ексцентричною, зокрема, за те, що вона завжди одягала білу сукню та рідко виходила вітати гостей, а пізніше й зовсім не полишала своєї кімнати. Більшість друзів та подруг не були з нею особисто знайомі, а спілкувалася листуванням.

### Муза: Сюзан Ґілберт

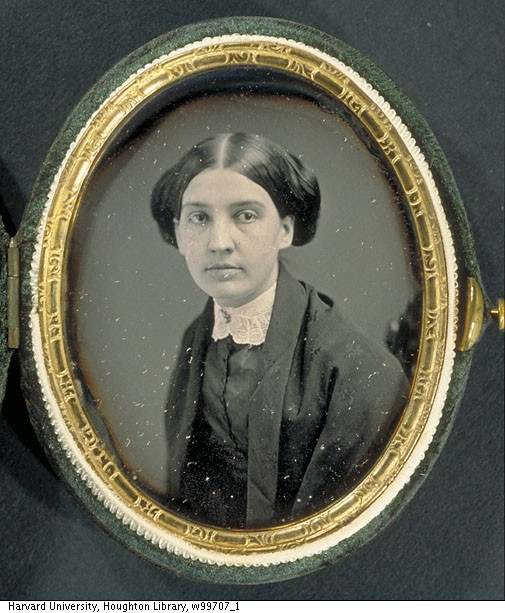
, дагеротип 1913 чи раніше

Протягом 1850-х найміцнішими та найглибшими для Дікінсон були її стосунки з Сюзан Ґілберт. Протягом цих стосунків Дікінсон надіслала їй понад 300 листів, більше, ніж будь-якому іншому кореспонденту. Сюзан підтримувала Емілі в ролі «найулюбленішої подруги, впливу, музи та порадниці», чиїх редакційних пропозицій Дікінсон іноді дотримувалася. У листі 1882 року Дікінсон писала: «За винятком Шекспіра, ви дали мені більше знань, ніж будь-хто з живих».

Важливість цих стосунків глибоко недооцінена через точку зору, яку висунула Мейбл Луміс Тодд, багаторічна коханка Остіна Дікінсона, цензуруючи твори Дікінсон після її смерті, яка применшила роль Сюзан у житті Дікінсон через погані стосунки з Сюзан як із дружиною свого коханця. Однак уявлення про «жорстоку» Сюзан, яке пропагувала Тодд, було розкритиковане, особливо племінницями та племінниками Дікінсон (діти Сюзан і Остіна), з якими Дікінсон була близька. У The Emily Dickinson Journal Лена Коскі писала: «Листи Дікінсон до Гілберт виражають сильні гомоеротичні почуття». Вона цитує багато їхніх листів, зокрема лист 1852 року, в якому Дікінсон проголошує:
Сюзі, ти справді прийдеш додому наступної суботи, знову станеш моєю та поцілуєш мене, як колись? … Я так сильно сподіваюся на тебе і відчуваю таке нетерпіння до тебе, відчуваю, що я не можу чекати, відчуваю, що тепер я повинна мати тебе — що очікування ще раз побачити твоє обличчя змушує мене відчувати жар і гарячку, а моє серце б'ється так швидко … моя люба, такою близькою здаюся я тобі, що я зневажаю це перо і чекаю теплішої мови.
Сюзен побралася з братом Дікінсон Остіном у 1856 році після чотирьох років залицянь. Шлюб не був щасливим, чоловік тривало зраджував. Едвард Дікінсон побудував будинок для Остіна, який Сюзан назвала Evergreens, стенд якого був розташований на західній стороні садиби.
Після розставання з Сюзан 1862 року Дікінсон практично перестала спілкуватися з людьми, окрім рідних та найближчих друзів.
Після смерті Дікінсон саме Сюзан за проханням її брата та сестри підготувала її тіло до погребіння та написала її некролог для місцевої газети, зацитатувавши поезію Емілі.
Стосунки Емілі Дікінсон та Сюзан Ґілберт зображені, зокрема, у фільмі Дикі ночі з Емілі та досліджені в телесеріалі Дікінсон.

### Усамітнення: пік творчости
З середини 1850-х матір Дікінсон була фактично прикутою до ліжка через різні хвороби наступні 30 років до своєї смерті в 1882. Оскільки мати продовжувала занепадати, домашні обов'язки лягали дедалі тяжчим тягарем на плечі Емілі, і вона обмежилася в Гоумстеді. Через 40 років Лавінія сказала, що через те, що їхня мати була хронічно хвора, одна з дочок мусила завжди залишатися з нею. Дікінсон сприйняла цю роль як свою власну, і «знайшовши життя з її книгами та природою таким близьким, продовжувала жити його».
Дедалі більше віддаляючись від зовнішнього світу, Дікінсон влітку 1858 року розпочала те, що стане її довготривалою спадщиною. На період з 1861 по 1865 роки припадає період творчого розквіту поетичної роботи Дікінсон. Переглядаючи раніше написані вірші, вона почала робити чисті копії своїх творів, створюючи ретельно зібрані рукописні книги. 40 брошур, створених нею з 1858 по 1865 рік, містили майже 800 віршів. Ніхто не знав про існування цих книг до її смерті.

### Останні роки
Продовжуючи писати в останні роки життя, Дікінсон припинила редагувати та систематизувати свої вірші. Вона також вимагала від сестри Лавінії обіцянки спалити її документи (та не виконала обіцянку, завдяки чому робота Дікінсон побачила світ). Лавінія, яка не вступила в шлюб, залишилася в Гоумстеді до своєї смерті в 1899 році.
1880-ті були важкими для Дікінсонів. Непримиренно відчужений від своєї дружини, Остін в 1882 році завів роман з Мейбл Луміс Тодд, дружиною викладача Емгерстського коледжу, яка нещодавно переїхала сюди. Тодд ніколи не зустрічалася з Дікінсон, але була нею заінтригована, називаючи її «леді, яку люди називають Міфом». Остін дистанціювався від сім'ї, оскільки його роман тривав, а його дружина, кохана Емілі Сюзан Ґілберт, захворіла від горя. Мати Дікінсон померла 14 листопада 1882 року. Наступного року третя і наймолодша дитина Остіна та Сюзен, Гілберт — улюбленець Емілі — помер від черевного тифу.

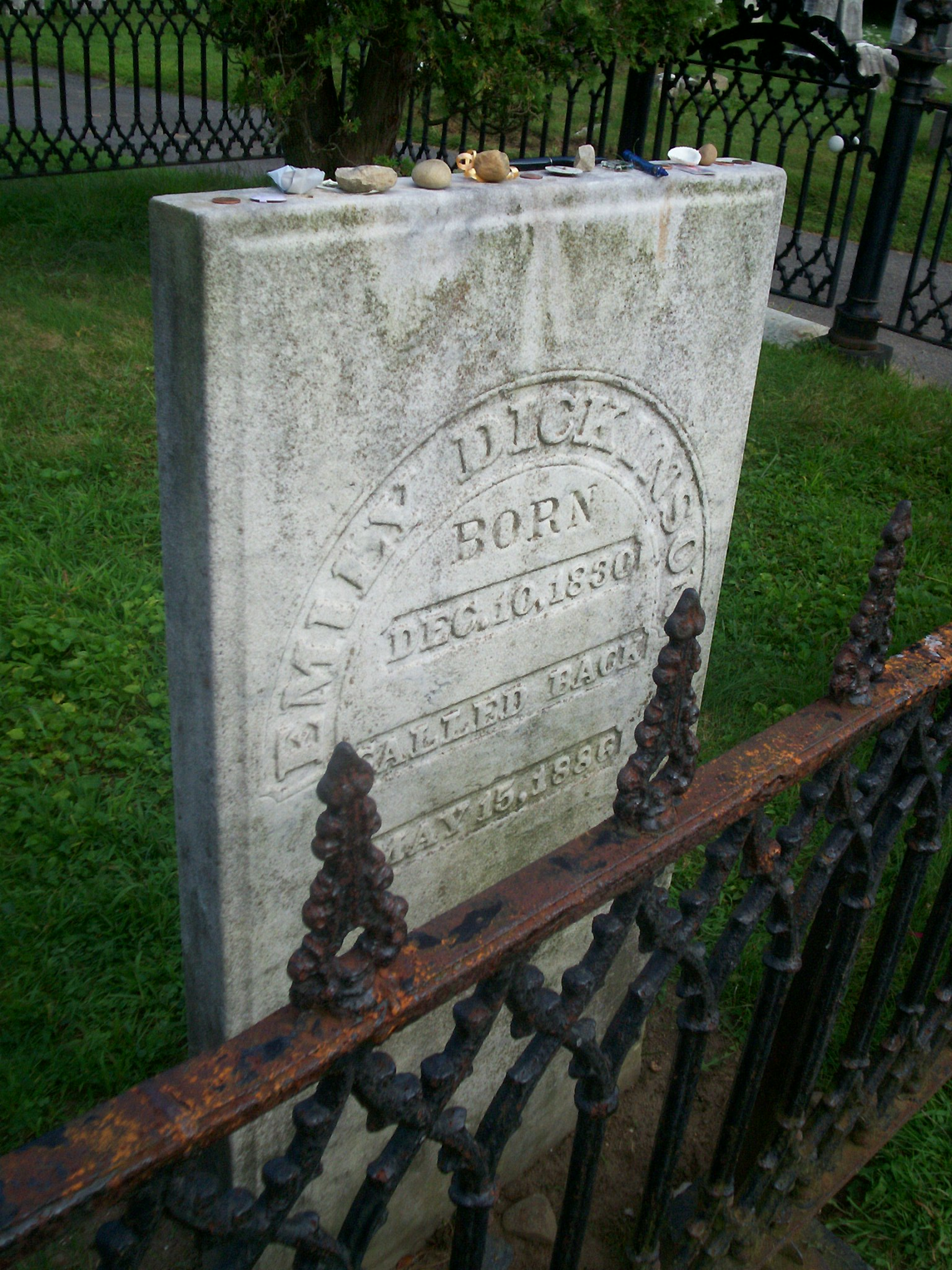
Надгробок Емілі Дікінсон на сімейному кладовищі

ЦІ події підкосили поетесу: після смертей Дікінсон виявила, що її світ перевернувся. Восени 1884 року вона написала: «Смерті були для мене надто глибокими, і перш ніж я змогла вилікувати своє Серце з однієї, настала інша». Того літа вона бачила, як «надходить велика темрява», і знепритомніла, печучи на кухні. Дікінсон залишалася без свідомості до пізньої ночі, після цього послідували тижні поганого самопочуття. 30 листопада 1885 року її слабкість та інші симптоми були настільки тривожними, що Остін скасував поїздку до Бостона. Кілька місяців вона була прикута до ліжка, але навесні встигла надіслати останню серію листів. Вважається, що її останній лист був надісланий її двоюрідним сестрам, Луїзі та Френсіс Норкросс, і в ньому було написано лише: «Маленькі кузини, відкликані. Емілі».
15 травня 1886 року, після кількаденного погіршення симптомів, Емілі Дікінсон померла у віці 55 років. Остін написав у щоденнику, що «день був жахливим… вона перестала дихати цим жахливим диханням незадовго до того, як пролунав свисток [вдень] на шість». Головний лікар Дікінсон назвав причиною смерті хворобу Брайта (хронічний нефрит) та її тривалість у два з половиною роки.
Лавінія та Остін попросили Сюзан Ґілберт омити тіло Дікінсон після її смерті. Сюзан також написала некролог Дікінсон для газети Springfield Republican, закінчивши його чотирма рядками з вірша Дікінсон: «Ми розлучалися такими ранками, як ці; полуднями, як ці, вона вставала; Спершу пурхаючи, потім сильніше, До свого справедливого спокою». Лавінія була цілком задоволена тим, що Сюзан займалася похороном, знаючи, що все буде зроблено з любов'ю.
Емілі Дікінсон була похована у білій труні з геліотропом Heliotropium arborescens, орхідеєю Cypripedioideae і «букетом блакитних польових фіалок». Коротка і простоа похоронна служба відбулася в бібліотеці Гоумстеду; Гігінсон, який зустрічався з поетесою лише двічі, прочитав її улюблену поезію, вірш Емілі Бронте «No Coward Soul Is Mine». На прохання Дікінсон її «труну [не] не везли, а несли крізь поля жовтецю» для поховання на сімейній ділянці на Західному кладовищі на Трианґл-стріт.

## Творчість
Емілі Дікінсон провела життя в відлюдництві. Свій приватний світ вона перетворила на своєрідний мікрокосм, у якому навіть тривіальні речі набували несподіваної значущості й виступали провідниками містично-екстатичних переживань. Порухом до написання віршів Дікінсон часто слугували деталі природи: зміна пір року, побачені птах, комаха чи квітка. Ці елементи реальності ставали приводом до занурення у внутрішній світ самотнього «ліричного Я», сповнений смутку, покинутості та тривоги. Дікінсон називали «метафізичною поетесою» через її внутрішній конфлікт між вірою в особистого бога та страхом перед порожнім космосом, нерозв'язане протиріччя між інтенсивною радістю буття та містичним потягом до спасіння. Звідси у віршах Дікінсон такі часті поетичні засоби, як антитези, іронія та парадокс. Легкий гумор та жартівливість поєднуються в її текстах зі складними філософськими питаннями. Типовими темами лірики Дікінсон були час, смерть і кохання.
Поезії Дікінсон були нетиповими для її епохи як за змістом, так і за формою. Вони складалися з коротких рядків, не мали назв, часто містили неточні рими, неточний віршовий розмір та неконвенційну пунктуацію. Для поезій Дікінсон характерна епіграматична стислість, афористичність, точність формулювань та сміливість метафор.
Хоча Емілі Дікінсон була плідною поеткою, вона вважала, що її тексти не створені для публікації. Дікінсон писала, що думка про публікації «їй чужа, як небосхил — плавнику риби». Лише 7 (за іншими даними 10) зі створених нею майже 1800 поетичних творів було опубліковано за життя авторки. Опубліковані ж після смерти твори зазнали численних змін та втручань редакторів, які намагалися узгодити їх з тогочасними поетичними правилами та стерти натяки на лесбійський характер текстів.
Великий вплив на творчість Емілі Дікінсон мала поезія та філософія американського поета Ральфа Волдо Емерсона.

### Періоди
Поезії Дікінсон поділяють на три чіткі періоди, роботи кожного з яких мають спільні характеристики:
- До 1861: часто конвенційні та сентиментальні роботи[36]. Превалюють теми особистих стосунків, наприклад, страху втрати дружби. Томас Г. Джонсон, який пізніше опублікував «Вірші Емілі Дікінсон», зміг датувати лише 5 віршів написаними до 1858 року[37]. Два з них є імітаційними валентинками, виконаними в вишуканому та жартівливому стилі, два інших є звичайними текстами, один з яких розповідає про сумування її брата Остіна, а п'ятий вірш, який починається з «У мене є пташка навесні», передає її сум за побоювалася втрати дружби і був надісланий Сюзан Гілберт.[37] У 1858 році Дікінсон почала збирати свої вірші в невеликі власноруч зшиті книжечки, які вона називала брошурами (англ. fascicles).
- 1861–1865: найплідніший період — поезії репрезентують найактивнішу та найбільш творчу її роботу: за підрахунками Джонсона, вона написала 35 віршів у 1860 році, 86 віршів у 1861 році, 366 у 1862 році, 141 у 1863 році та 174 у 1864 році. Саме в цей період Дікінсон повністю розвинула свої теми, що стосуються природи, життя та смертності.[38]
- Після 1866: лише третину своїх поезій Дікінсон написала після 1866 року.[39] При цьому її поетична продуктивність значно знизилася. Протягом цього періоду вона більше не збирала поезії у брошури.[38]

### Теми
Дікінсон не залишила офіційної заяви про свої естетичні наміри, і через розмаїття її тем її роботи не вписуються в один певний жанр. Її, разом із Емерсоном (чиї вірші її надихали), вважали трансценденталісткою. Однак були і протилежні думки, що «невпинно вимірюючий розум Дікінсон … здуває повітряну висоту Трансцендентального». Окрім основних тем, у поезії Дікінсон часто використовуються гумор, гра слів, іронія та сатира.
- Квіти, рослини та сади. «Вірші та листи Дікінсон майже повністю стосуються квітів». Натяки на сади часто стосуються «сфери уяви … де квіти [є] часто символами дій та емоцій»[43]. Деякі квіти, як-от тирлич і анемони, вона асоціює з молодістю та скромністю; інші з розсудливістю та проникливістю.[43] Дікінсон часто надсилала свої вірші близьким із супровідними листами та нозегай: невеликими букетами[43]. Один із ранніх віршів Дікінсон, написаний близько 1859 року, здається, «поєднує її поезію з букетами»: «My nosegays are for Captives – / Dim – long expectant eyes – / Fingers denied the plucking, / Patient till Paradise – / To such, if they sh'd whisper / Of morning and the moor – / They bear no other errand, / And I, no other prayer».[43] На обкладинці збірки Дікінсон зображена рослина-мікогетеротроф Під'ялинник одноквітковий. Вона ж зустрічається у вірші 1250 «White as an Indian Pipe».[44]
- Вірші до Господаря (англ. The Master Poems). Дікінсон залишила велику кількість поезій, адресованих «Сіньйору» (Signor), «Пану» (Sir) та «Майстру» (Master), якого характеризують як «коханця Дікінсон навіки»[45]. Ці вірші-сповіді часто «печуть у своїй самозапитальності» і «мучать читача», а метафори зазвичай беруть із текстів і картин часів Дікінсон[45]. Родина Дікінсонів вважала, що ці вірші адресовані реальним особам, але цю точку зору часто відкидають вчені. Фарр, наприклад, стверджує, що Господар є недосяжною складною фігурою, «людською, зі специфічними характеристиками, але богоподібною», і припускає, що Господар може бути «різновидом християнської музи»[45].
- Хвороби, вмирання, смерть. Вірші Дікінсон відображають її «раннє та довічне захоплення» хворобою, вмиранням і смертю[46]. Можливо, на диво для дівчини з Нової Англії, її вірші натякають на смерть багатьма методами: «розп'яття, утоплення, повішення, удушення, заморожування, поховання живцем, розстріл, поранення ножем і гільйотинування».[46] Дікінсон зберегла свої найгостріші погляди на «смертельний удар, нанесений Богом» і «похорон у мозку», часто підкріплені образами спраги та голоду. Дослідниця ДікінсонВівіан Поллак вважає ці мотиви автобіографічним відображенням «спраглої і голодуючої особистості» Дікінсон, зовнішнім виразом її нужденного образу себе як малої, худої та кволої[46]. Психологічно найскладніші вірші Дікінсон досліджують тему того, що втрата голоду до життя спричиняє смерть самого себе, і поміщають це на «переріз вбивства та самогубства»[46]. Смерть і хворобливість у поезії Дікінсон також тісно пов'язані з зимовою тематикою. Едвін Фолсом: «Зима для Дікінсон — це сезон, який форсує реальність, який позбавляє будь-якої надії на трансцендентність. Це сезон смерті та метафора смерті».[47]
- Госпели. Упродовж свого життя Дікінсон писала вірші, що відображали її захоплення вченнями Ісуса Христа, і багато з них адресовані йому. Вона наголошує на сучасній актуальності Євангелій і відтворює їх, часто з «дотепністю та американською розмовною мовою». Науковиця Дороті Обергаус стверджує, що глибокі структури Дікінсон відносять її до «поетичної традиції християнської відданості» поряд з Гопкінсом, Еліотом і Оденом. У вірші про Різдво Дікінсон поєднує легкість і дотепність в поверненні до давньої теми.[48]
- Недосліджений Континент. Академікиня Сюзанна Юхас вважає, що Дікінсон сприймала розум і дух як відчутні місця, доступні для відвідування, і що більшу частину свого життя вона жила в них. Часто це глибоко приватне місце називається «недослідженим континентом» і «ландшафтом духу» та прикрашене образами природи. В інших випадках образи темніші й забороняючі — замки чи в'язниці, укомплектовані коридорами та кімнатами — створюють місце проживання «самого себе», де людина проживає разом зі своїми іншими «я»[49]. Приклад, який об'єднує багато з цих ідей: «Мене від Себе — вигнати — / Якби я Мистецтво — / Знищити свою фортецю / До всього серця — / Але оскільки я сам — напасти на Мене — / Як я маю спокій / Крім підкорення / Свідомість. / І оскільки Ми спільний Монарх / Як це бути / Крім зречення — / Мене — Мене?».[41]

### Структура і синтаксис
Широке використання тире та нетрадиційне використання великих літер у рукописах Дікінсон, а також своєрідна лексика та образи поєднуються в корпус текстів, «набагато різноманітніший за своїми стилями та формами, ніж прийнято вважати». Дікінсон уникає використання п'ятистопового ямба, вибираючи здебільшого тристопопвий, чотиристоповий та іноді двостоповий. Найчастіше ці метри поєднані в нерегулярних строфічних структурах. Звичайна форма, яку вона найчастіше використовує, — це баладна строфа: традиційна форма, поділена на чотиривірші із чергуванням чотиристопових та тристоповоих рядків та римуванням за схемою ХАХА. Хоча Дікінсон часто використовує точну риму для другого та четвертого рядків, часто вона використовує і неточні рими. У деяких своїх віршах вона змінює метр традиційної баладної строфи, використовуючи тристоповий розмір для 1-го, 2-го та 4-го рядків, а чотиристоповий лише для третього рядка.
Оскільки багато її віршів були написані традиційними баладними строфами з римуванням ABCB, деякі з цих віршів можуть співатися на мелодії популярних народних пісень і гімнів із загальним метром, використовуючи чергування рядків чотиристоповго та тристопового ямба.
Ентоні Гехт знаходить резонанс у поезії Дікінсон не лише з гімнами та пісенними формами, але і з псалмами та загадками, наводячи такий приклад: «Who is the East? / The Yellow Man / Who may be Purple if he can / That carries in the Sun. / Who is the West? / The Purple Man / Who may be Yellow if He can / That lets Him out again».
Вчені кінця ХХ століття були «глибоко зацікавлені» в дуже індивідуальному використанні Дікінсон пунктуації та ліній (довжини рядків і розривів рядків). Після публікації одного з небагатьох віршів, які з'явилися за її життя — «A Narrow Fellow in the Grass», опублікованого як «The Snake» у Republican — Дікінсон поскаржилася, що відредагована пунктуація (додана кома та заміна крапкою оригінального тире) змінила значення всього вірша.
Із дедалі більшою увагою до структур і синтаксису Дікінсон зростає визнання того, що вони «естетично засновані». Хоча перше повне видання віршів Джонсона 1955 року було відносно незмінним порівняно з оригіналом, пізніше вчені критикували його за відхилення від стилю та компонування рукописів Дікінсон. Значні відмінності полягають у різній довжині та кутах тире, а також різному розташуванні тексту на сторінці. Кілька видань намагалися відобразити рукописні тире Дікінсон за допомогою багатьох друкарських символів різної довжини та кута. Видання Р. В. Франкліна 1998 року містило формулювання, альтернативні вибраним Джонсоном, у більш обмеженому редакторському втручанні. Франклін також використовував набірні тире різної довжини, щоб точніше наблизитися до тире рукописів.

### Публікація, цензура та перевідкриття
Хоча знайомі Дікінсон переважно знали, що вона пише, її робота стала публічною лише після її смерти у 1886 році, коли її молодша сестра Лавінія знайшла її сховок з віршами. Перше зібрання її творів було опубліковане через 4 роки, у 1890, її особистими знайомими Томасом Вентвортом Гіґґінсоном та Мейбл Луміс Тодд. Ці двоє, проте, перед публікацією значно втрутилися в твори Дікінсон, видаляючи «невідповідні» частини.
Нецензуроване повне зібрання поезій Дікінсон, The Poems of Emily Dickinson, вийшло лише в 1955, через 70 років після смерті авторки.
У 1998 році у Таймс повідомили про дослідження, в якому інфрачервона технологія показала, що велика частина роботи Дікінсон була навмисно відцензурована, щоб виключити ім'я «Сюзан». Принаймні 11 віршів Дікінсон були доведено присвячені Сюзан Ґілберт Дікінсон, і всі присвяти були пізніше стерті, імовірно Тодд. Ця цензура служила для того, щоб приховати романтичну природу стосунків двох жінок.

### Аналіз літературної спадщини
Біографи та теоретики минулого були схильні розділяти ролі Дікінсон як жінки та як поетки, протиставляючи їх, та применшувати її поетичний дар. Наприклад, Джордж Вічер у книзі «Це був поет: критична біографія Емілі Дікінсон» (This Was a Poet: A Critical Biography of Emily Dickinson) 1952 року дозволяв собі такі сексистські висновки, як: «Можливо, як поетеса [Дікінсон] могла б знайти те задоволення, якого їй бракувало як жінці».
Феміністська ж літературна критика демонструє необхідний і потужний зв'язок між Дікінсон як жінкою та поеткою, викликавши більшу культурну симпатію до Дікінсон як до поетеси під час другої хвилі фемінізму. У першій збірці критичних есе про Дікінсон з феміністичної точки зору вона проголошена як найвидатніша жінка-поетка англійською мовою. Адрієнн Річ у роботі Vesuvius at Home: The Power of Emily Dickinson (1976) теоретизувала, що ідентичність Дікінсон як поетки приносила їй силу: «[вона] вибрала своє усамітнення, знаючи, що вона виняткова, і знаючи, що їй потрібно. Вона ретельно вибирала своє оточення та контролювала розпорядження своїм часом. Ні ексцентрична, ні дивна; вона була сповнена рішучості вижити, використовувати свої сили, практикувати необхідну економіку».
Ряд учених досліджували сексуальність поетеси, аналізуючи листи та вірші, присвячені Сюзан Ґілберт Дікінсон, в контексті лесбійського роману, і його вплив на її поезію. Такі критикині як Ліліан Фадерман (Lillian Faderman), Вівіан Р. Поллак (Vivian R. Pollak), Паула Беннетт (Paula Bennett), Джудіт Фарр (Judith Farr), Еллен Луїза Гарт (Ellen Louise Hart), Марта Нелл Сміт (Марта Нелл Сміт) доводили, що Сюзан була центральними еротичними стосунками у житті Дікінсон.

## Культурні впливи, вшанування пам'яті
Життя та творчість Емілі Дікінсон були і є джерелом натхнення для мисткинь та митців, особливо феміністично орієнтованих, у різних середовищах. Кілька яскравих прикладів:
- Творчість Дікінсон була покладена на музику численними композиторами, зокрема Аароном Коплендом[68], Семюелем Барбером, Честером Біскарді, Елліоттом Картером, Джоном Адамсом, Джоном Клементом Адамсом[69], Ліббі Ларсен[en], Марджорі Руше[en], Пітером Сіборном, Майклом Тілсоном Томасом і Джудіт Вейр[en].[70][71] Її двоюрідний брат композитор Кларенс Дікінсон написав свої перші пісні на шість її віршів у 1898 році.[72]
- На честь поетеси у Парижі названо громадський сад: «Площа Емілі Дікінсон» у 20-му окрузі.[73]
- 1979: феміністська інсталяція Поверх спадщини американської мисткині Джуді Чикаго, вперше презентована у 1979 році, включає Емілі Дікінсон.[74][75]
- 1979: у романі Вільяма Стайрона «Вибір Софі» 1979 року, а потім і в однойменному фільмі Алана Дж. Пакули вірші Емілі Дікінсон займають важливе місце. Заключний рядок книги, як і у фільмі, запозичено з вірша «Ample Make This Bed».
- Фільм новозеландської кінематографістки Джейн Кемпіон «Піаніно» та його новелізація (співавторкою якої є Кейт Пуллінджер) були натхненні поезією Дікінсон, а також романами сестер Бронте.[76]
- 2012: Книга The Emily Dickinson Reader (Paul Legault): англійсько-англійський переклад її завершених поем, опублікована McSweeney's.[77]
- 2016: «Тиха пристрасть[en]», біографічний фільм про життя Дікінсон із Синтією Ніксон в її ролі. Прем'єра стрічки відбулася на 66-му Берлінському міжнародному кінофестивалі в лютому 2016 року та вийшла у Великій Британії 7 квітня 2017 року.
- 2017: Джазова саксофоністка Джейн Айра Блум[en] випустила подвійний альбом Wild Lines: Improvising Emily Dickinson, натхненний творчістю поетки.
- 2018: Дикі ночі з Емілі[en], романтична комедія про стосунки Емілі Дікінсон та Сюзан Ґілберт, написана та зрежисована Мейделін Ольнек[en]. Стрічка базується на реальних подіях життя мисткині.
- 2019: Дікінсон[en], художній телесеріал про життя Емілі Дікінсон у сучасній обробці. В ролі Дікінсон Гейлі Стайнфельд. Вийшов на Apple TV+ у 2019 році.

- Американська авторка-виконавиця Тейлор Свіфт описала категорію своїх текстів і пісень, названих піснями гусячим пером, частково натхненними такими людьми, як Дікінсон. Одна з таких пісень, «Ivy»[78], була використана в епізоді серіалу Дікінсон[en].[79]
- Літературознавець у вигаданому коледжі Нової Англії в комічному романі Памели Генсфорд Джонсон «Ніч і тиша, хто тут?»[80], намагається довести, що Емілі Дікінсон була таємною дипсоманкою. Його одержимість коштує йому роботи.

## Видання творів
- Thomas H. Johnson (ed), The Complete Poems of Emily Dickinson, Boston: Little, Brown & Co.,‎ 1960 (ISBN 0316184136)
- The Poems of Emily Dickinson, ed. R. W. Franklin, Cambridge: Belknap Press. (ISBN 0674676246), 1999

### Українські переклади
- Дікінсон Емілі. Лірика (Перлини світової класики) / упор. та передмова С. Д. Павличко; пер. з англ. М. Габлевич, О. Гриценко, О. Зуєвський, Є. Кононенко, Г. Кочур, Д. Павличко, М. Стріха, С. Ткаченко ; худож. оформ. В. Мітченко. — Київ: Дніпро, 1991. — 301 с. До збірки перекладів увійшло 70 перекладів Олега Зуєвського. Вперше його переклади поезій Емілі Дікінсон було надруковано у часописі «Нові дні» (Торонто, 1956. — Ч. 7. — С. 23-24) з коментарями «Примітки перекладача».
- Дікінсон Емілі. Небо і земля: поезії /Пер. з англ. В. Богуславської; післямова В. Богуславської. — Київ: Дух і літера, 2012. — 452 с. ISBN 978-966-378-305-5
- Кикоть В. М. Американська поезія у перекладах Валерія Кикотя. Київ : Видавничий дім «Кондор», 2020. 180 с. [Укр., англ. мови]. ISBN 978-617-7939-17-6.

Поезії Дікінсон українською також перекладали М. Губко, Н. Тучинська, Марта Тарнавська, Олександр Жомнір, В. Кикоть.